# Teodora Comnena (1096)
Teodora Comnena (in greco Θεοδώρα Κομνηνή?; Costantinopoli, 15 gennaio 1096 – XII secolo) era una nobile bizantina, quarta figlia dell'imperatore Alessio I Comneno e di Irene Ducaena. Sposò Costantino Angelo, dal quale ebbe sette figli. Gli imperatori bizantini Alessio III Angelo e Isacco II Angelo erano suoi nipoti, rendendola così una capostipite della dinastia degli Angeli.

## Biografia
Teodora nacque a Costantinopoli alle 3 dopo la mezzanotte del 15 gennaio 1096, quarta delle cinque figlie, e settima figlia in totale, dell'imperatore Alessio I Comneno (r. 1081-1118) e di Irene Ducaena. All'incirca nel 1111 sposò il nobile Costantino Courtice, ma il marito morì poco dopo - Teodora è menzionata come vedova nel 1118 - e il matrimonio rimase senza figli. Intorno al 1122, certamente dopo la morte di Alessio I, si sposò una seconda volta con Costantino Angelo, un nobile minore di Filadelfia. Egli era estremamente bello, ma l'imperatrice Irene apparentemente lo disprezzava e sembra che ciò abbia inasprito i suoi rapporti con Teodora, che è elencata per ultima e con le disposizioni meno favorevoli nel typikon che Irene concesse al monastero della Kecharitomene. Teodora stessa viene menzionata per l'ultima volta nell'ottobre 1136 e non si sa quando morì. Suo marito continuò a ricoprire una serie di comandi militari di scarso rilievo sotto Manuele I Comneno (r. 1143-1180). La sua ultima attestazione risale al 1166.

## Discendenza
Dal secondo matrimonio con Costantino Angelo, Teodora ebbe sette figli. Attraverso i suoi figli, Teodora fu la capostipite della dinastia degli Angeli, che ebbe tre imperatori bizantini, e della famiglia Comnenoducas, che fondò lo stato di Epiro-Tessalonica.
- Giovanni Ducas (1125/27 circa - 1200 circa), ebbe diversi figli da uno o due matrimoni e un figlio illegittimo. Quest'ultimo, Michele Comneno Ducas (1205-1214/15), avrebbe fondato il Despotato d'Epiro e gli sarebbero succeduti i fratellastri[10].
- Maria Angelina (nata nel 1128/30 circa), sposò Constantino Camytzes, dal quale ebbe diversi figli, tra cui Manuele Camytzes[11].
- Alessio Comneno Angelo (nato nel 1131/32 circa), sposato e padre di un figlio[12].
- Andronico Ducas Angelo (1133 circa - prima del settembre 1185), sposò Eufrosina Castamonitissa, dalla quale ebbe nove figli, tra cui gli imperatori Isacco II Angelo (r. 1185-1195, 1203-1204) e Alessio III Angelo (r. 1195-1203)[13].
- Eudocia Angelina (nata nel 1134 circa), sposò Basilio Tzykandeles Goudeles. La coppia non ebbe figli[14].
- Zoe Angelina (nata nel 1135 circa), sposò Andronico Sinadeno. La coppia ebbe diversi figli, i cui nomi non ci sono stati tramandati[15].
- Isacco Angelo Ducas (nato nel 1137 circa), si sposò ed ebbe almeno quattro figli, tra cui l'usurpatore senza successo Costantino Angelo Ducas[16].

## Ascendenza
|                   |                |                    | Genitori                   |  |  | Nonni |  |  | Bisnonni                |  |  | Trisnonni |  |
|                   |                |                    |                            |  |  |       |  |  | Manuele Comneno Erotico |  |  | …         |  |
|                   |                |                    |                            |  |  |       |  |  | Manuele Comneno Erotico |  |  | …         |  |
|                   |                | …                  |                            |  |  |       |  |  | Manuele Comneno Erotico |  |  |           |  |
| Giovanni Comneno  |                |                    |                            |  |  |       |  |  | Manuele Comneno Erotico |  |  |           |  |
|                   |                | …                  | …                          |  |  |       |  |  |                         |  |  |           |  |
|                   |                | …                  | …                          |  |  |       |  |  |                         |  |  |           |  |
|                   |                | …                  | …                          |  |  |       |  |  |                         |  |  |           |  |
| Alessio I Comneno |                | …                  |                            |  |  |       |  |  |                         |  |  |           |  |
|                   |                | Alessio Caronte    | …                          |  |  |       |  |  |                         |  |  |           |  |
|                   |                | Alessio Caronte    | …                          |  |  |       |  |  |                         |  |  |           |  |
|                   |                | Alessio Caronte    | …                          |  |  |       |  |  |                         |  |  |           |  |
| Anna Dalassena    |                | Alessio Caronte    |                            |  |  |       |  |  |                         |  |  |           |  |
|                   |                | Adriana Dalassena  | …                          |  |  |       |  |  |                         |  |  |           |  |
|                   |                | Adriana Dalassena  | …                          |  |  |       |  |  |                         |  |  |           |  |
|                   |                | Adriana Dalassena  | …                          |  |  |       |  |  |                         |  |  |           |  |
| Teodora Comnena   |                | Adriana Dalassena  |                            |  |  |       |  |  |                         |  |  |           |  |
|                   | Giovanni Ducas | Andronico Ducas    |                            |  |  |       |  |  |                         |  |  |           |  |
|                   | Giovanni Ducas | Andronico Ducas    |                            |  |  |       |  |  |                         |  |  |           |  |
|                   | Giovanni Ducas | …                  |                            |  |  |       |  |  |                         |  |  |           |  |
| Andronico Ducas   | Giovanni Ducas |                    |                            |  |  |       |  |  |                         |  |  |           |  |
|                   |                | Irene Pegonitissa  | Niceta Pegonite            |  |  |       |  |  |                         |  |  |           |  |
|                   |                | Irene Pegonitissa  | Niceta Pegonite            |  |  |       |  |  |                         |  |  |           |  |
|                   |                | Irene Pegonitissa  | …                          |  |  |       |  |  |                         |  |  |           |  |
| Irene Ducaena     |                | Irene Pegonitissa  |                            |  |  |       |  |  |                         |  |  |           |  |
|                   |                | Troian di Bulgaria | Ivan Vladislav di Bulgaria |  |  |       |  |  |                         |  |  |           |  |
|                   |                | Troian di Bulgaria | Ivan Vladislav di Bulgaria |  |  |       |  |  |                         |  |  |           |  |
|                   |                | Troian di Bulgaria | Maria                      |  |  |       |  |  |                         |  |  |           |  |
| Maria di Bulgaria |                | Troian di Bulgaria |                            |  |  |       |  |  |                         |  |  |           |  |
|                   |                | Contostefanissa    | …                          |  |  |       |  |  |                         |  |  |           |  |
|                   |                | Contostefanissa    | …                          |  |  |       |  |  |                         |  |  |           |  |
|                   |                | Contostefanissa    | …                          |  |  |       |  |  |                         |  |  |           |  |
|                   |                | Contostefanissa    |                            |  |  |       |  |  |                         |  |  |           |  |